# Генріх IV (герцог Саксонії)
Генріх IV Благочесний (нім. Heinrich der Fromme), ( 16 березня 1473 — 18 серпня 1541) — герцог Саксонський та Заганський у 1539—1541 роках, маркграф Майсенський під іменем Генріха V.

## Біографія
Генріх народився 16 березня 1473 року у Дрездені. Він був третьою дитиною і другим сином в родині Альбрехта Саксонського, молодшого брата правлячого курфюрста Ернста, та його дружини Сидонії Богемської, доньки короля Богемії Їржі з Подєбрад.  
Коли Генріху було 12 років, батько з дядьком поділили Саксонію між собою. Альбрехт обрав землі, що охоплювали Майсенське маркграфство, північну частину Плейсенських земель та Остерланда, північну Тюрінгію, фогтство в єпископстві Мерзебург та абатстві Кведлінбург, а також деякі тюринзькі графства у ленне володіння. 
У 1498 році він додав до них спадкове намісництво у Фрисландії, що включало Терсхеллінг, Грінд, Амеланд та зовнішню дамбу. Своїм тамтешнім намісником Альбрехт зробив Генріха. Однак, саксонська окупація була не до вподоби місцевим жителям. Періодично відбувались повстання. Вже у травні 1500 фризи, невдоволені високою орендною платнею та податками, взяли в облогу Франекер, де мешкав Генріх. Батько поспішив на допомогу, і повстанці були розбиті.
У вересні 1500-го  Альбрехт помер, залишивши старшому сину Георгу мейсенські володіння, а Генріха зробивши штатгальтером Фрисландії.
Генріх правив у Фрисландії нетривалий час. Маючи інертний характер, він віддав перевагу спокійному життю, і відмовився від посади. 

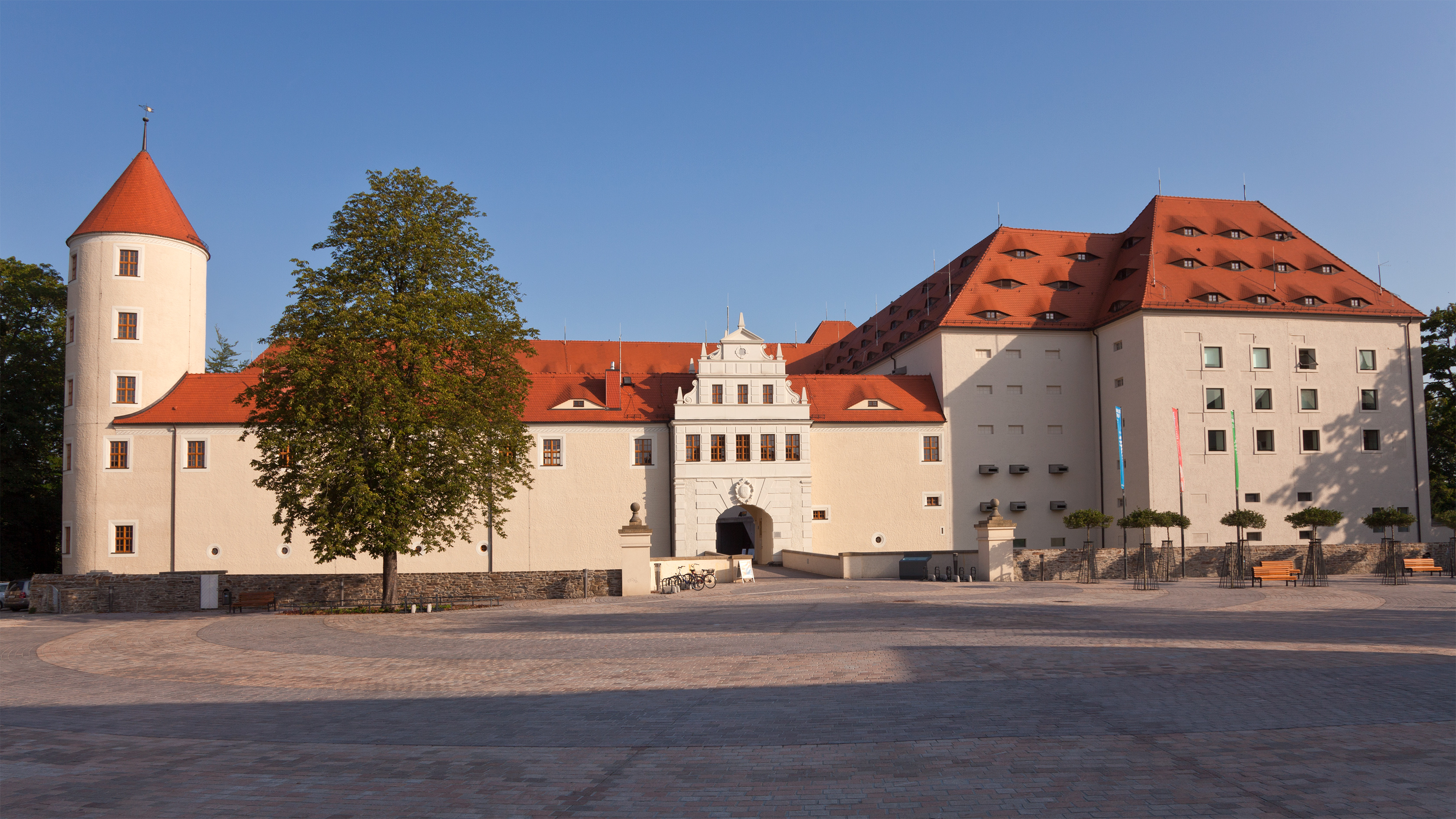
Замок Фроденштайн

30 травня 1505 він заключив із Георгом «Братську угоду» («Brüderlichen Vertrag»), за якою передавав брату Фрисландію, отримуючи натомість ренту та райони Фрайбергу та Фолькенштайну. Після цього він перебрався до замку Фроденштайн і зробив його своєю резиденцією. 
У віці 39 років Генріх пошлюбив 25-річну сестру мекленбурзького герцога, Катаріну. Весілля відбулося 6 липня 1512 у Фрайберзі. У подружжя народилося шестеро дітей. Замість політики, Генріх займався полюванням та колекціонував вогнепальну зброю.
1521, після відкриття у горах великих покладів срібної руди, заснував місто Марієнберг. План міста він доручив розробити  Ульріху Рюлайну фон Клаву, який у 1514—1519 займав посаду бургомістра Фрайбергу. Поруч із ратушею Генріх збудував власний дім, де часто бував із родиною.
1536, після багаторічного тиску дружини, перейшов у лютеранство та провів у своїх володіннях Реформацію, дуже розгнівивши цим свого брата Георга, ревного католика. 1537 та 1539 померли обидва сини Георга і його спадкоємцем став Генріх. Проте, не бажаючи віддавати країну лютеранину, Георг почав клопотання щодо передачі влади після його смерті католицькому правителю, яким міг бути Фердинанд Габсбург. Але досягти мети йому не вдалося, він пішов з життя за два місяці після молодшого сина. Так, у віці 66 років, Генріх став герцогом Саксонії.
Прийнявши владу, Генріх переїхав із Фрайбергу до Дрездена. Протестантизм він зробив державною релігією. Тих, хто відмовлявся змінити віросповідання, було ув'язнено або виселено з країни.
Правління Генріха тривало всього два роки. 18 серпня 1541 герцог помер у Дрездені. Згідно з побажаннями, був похований у Фрайберзі, ставши першим похованим у місцевій кірсі святої Марії. Престол успадкував його старший син Моріц.
Катаріна переїхала до палацу Фолькенштайн, де провела наступні двадцять років. Померла у глибоко похилому віці 6 червня 1561. Похована поруч із чоловіком.

## Особисте життя

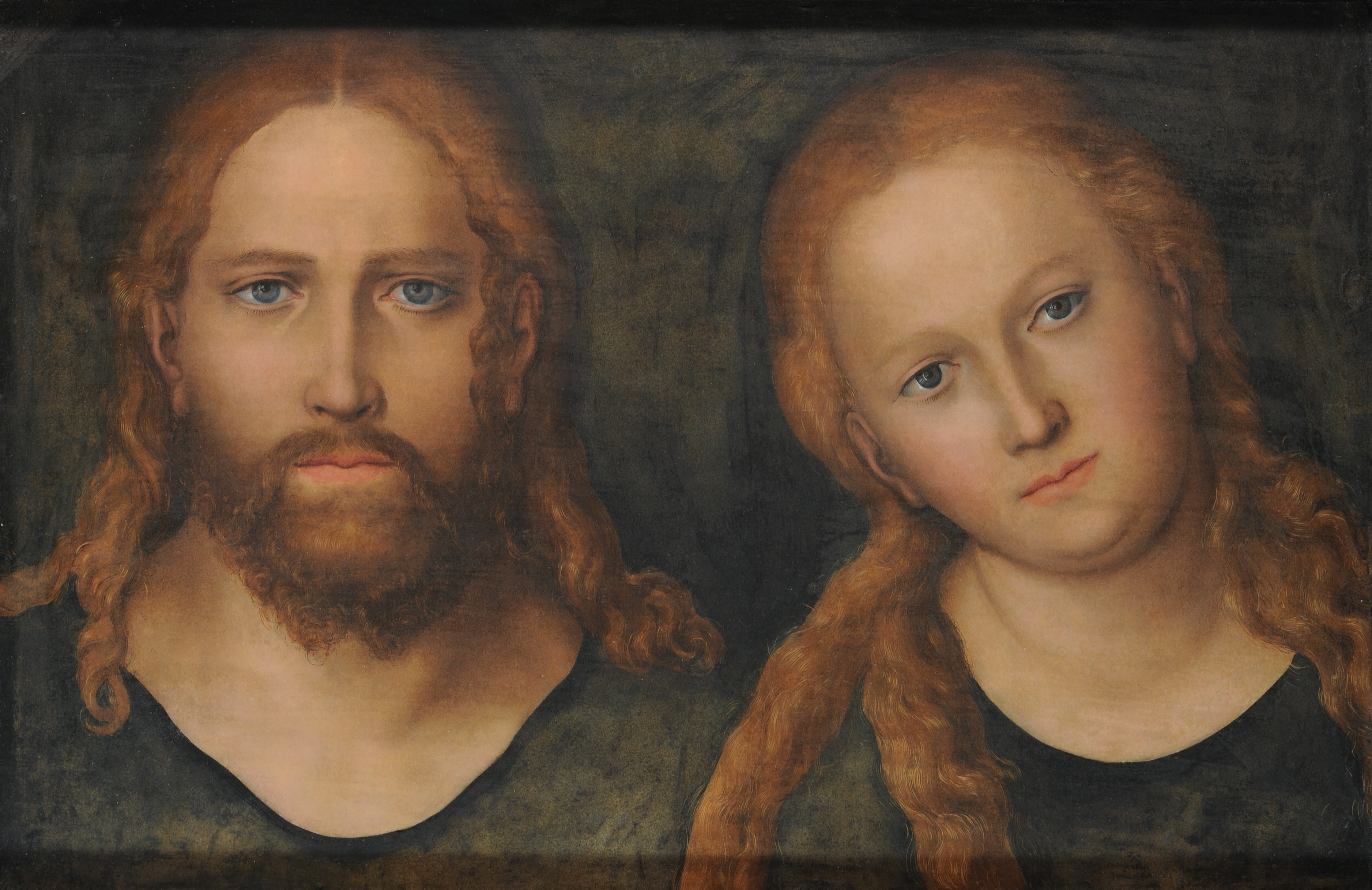
Генріх та Катаріна

Дружина —  Катаріна Мекленбурзька
Діти:
- Сибілла (1515—1592) — дружина герцога Саксен-Лауенбурзького Франца I, мали дев'ятеро дітей;
- Емілія (1516—1591) — дружина маркграфа Бранденбург-Ансбахського Георга Фрідріха, мали четверо дітей;
- Сидонія (1518—1575) — дружина герцога Брауншвейг-Люнебурзького Еріка II, дітей не мала;
- Моріц (1521—1553) — курфюрст Саксонії, був одружений з Агнесою Гессенською, мав двох дітей;
- Северінус (1522—1533) — помер у віці 11 років;
- Август (1526—1586) — курфюрст Саксонії, був одружений з Анною Данською, мав численних нащадків.